# Into the Light (Gloria Estefan)
Into the Light è il secondo album discografico da solista della cantante statunitense Gloria Estefan, il primo dove non appare in copertina Miami Sound Machine che comunque continua a essere il gruppo di supporto della cantante, pubblicato nel 1991.

## Tracce
1. Coming Out of the Dark
2. Seal Our Fate
3. What Goes Around
4. Nayib's Song (I Am Here For You)
5. Remember Me with Love
6. Heart with You Name on It
7. Sex in the 90's
8. Close My Eyes
9. Language of Love
10. Light of Love
11. Can't Forget You
12. Live for Loving You
13. Mama Yo Can't Go
14. Desde La Oscuridad

## Classifiche
| Paese         | Posizione più alta |
| ------------- | ------------------ |
| Australia     | 9                  |
| Austria       | 30                 |
| Germania      | 19                 |
| Norvegia      | 18                 |
| Nuova Zelanda | 13                 |
| Paesi Bassi   | 2                  |
| Regno Unito   | 2                  |
| Spagna        | 18                 |
| Stati Uniti   | 5                  |
| Svezia        | 17                 |
| Svizzera      | 6                  |